# Torre de Sant Bartomeu
La Torre de Sant Bartomeu és l'únic vestigi que resta de l'església homònima, construïda el 1239, és a dir, una de les deu esglésies inicials que s'edificaren a la ciutat de València acabada la conquesta. La torre es troba al final del carrer de Serrans, prop de la plaça de Manises, a la ciutat de València.

## Història
L'església gòtica de Sant Bartomeu fou reconstruïda entre els anys 1666 i 1683, aprofitant els murs del temple anterior. Això motivà la desviació de la seua torre campanar que carregava el pes per un costat sobre la paret antiga de l'església, per aquest motiu hagué d'intervindre el prestigiós arquitecte Juan Pérez Castiel per a redreçar-la. L'església tenia planta de creu llatina, amb tres capelles i una porta a cada costat de la nau, a més de la porta principal situada als peus. La nau s'articulava amb pilastres corínties amb el fust estriat i es cobria amb una volta de mig punt amb llunetes i finestres ornamentades, i una cúpula amb llanternó. La capella de la Comunió estava ricament decorada. Llorente, diu que l'altar barroc de l'església posseïa pintures de Joanes o d'alguns dels seus deixebles, a les portes transagrari hi havia dues pintures de Joan Ribalta que representaven a sant Pere i sant Pau, les escultures del retaule eren de Lleonard-Juli Capuz. En època moderna es va decorar novament l'església, acoblant a les llunetes de la volta llenços pintats per Isidoro Garnelo, Eduardo Soler, Honorio Romero i Antonio Cortina.
Segons el parer d'Orellana Castiel va realitzar una excavació entre la paret vella de la Capella del Sant Sepulcre (existí certa polèmica sobre l'origen de l'església al voltant d'una suposada relació amb un santuari de monjos basilians dedicat al Sant Sepulcre fundat en temps de Constantí) sobre la qual s'aguantava la torre i la nova fàbrica d'aquesta, calçant-la amb materials flexibles per aconseguir torna-la a posar a plom, recta.
L'església de Sant Bartomeu va ser incendiada el 1936, a l'inici de la Guerra Civil, i es va demolir el 1944. La demolició de la torre s'inicià pel cupulí de la torre, que quedà parcialment destrossat i a finals dels anys 80 s'eliminà totalment, però gràcies a la intervenció de l'Acadèmia de Sant Carles i a la denúncia de diversos artistes, es pogué salvar la resta de la torre. De l'església només es conserven dues de les tres portades que va tindre, una traslladada a l'Escola d'Arts i Oficis de Burjassot, l'altra es reutilitzà a l'església parroquial del barri de Sant Marcel·lí i de la que resta no es coneix la seua ubicació o si bé va ser destruïda. De les obres d'art de l'església només es salvaren una Immaculada d'Espinosa, dos bustos (un Ecce Homo i una Dolorosa) policromats del segle xviii i una imatge de la Mare de Déu, traslladats al nou temple.
Més tard s'edificà una nova església amb aquest nom a l'actual Avinguda del Regne de València, obra dels arquitectes Cayetano Borso i Rafael Contel.

## Descripció

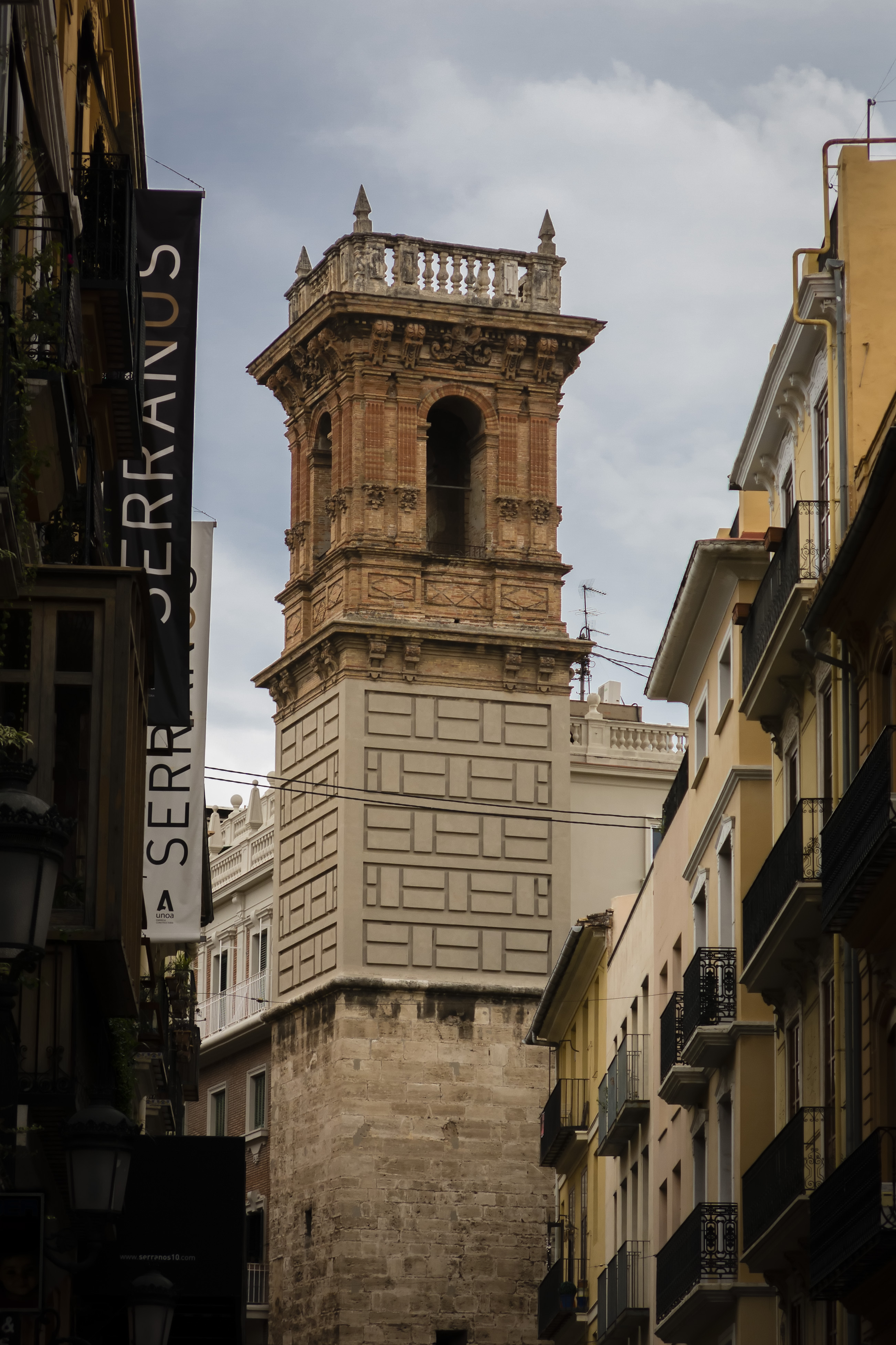
Vista de la torre des del carrer de Serrans

La torre és d'estil barroc i té planta quadrada. El tir de la torre consta de dos terços inferiors construïts a base de carreus fins a l'altura d'una cornisa. Després d'aquesta el terç de torre que resta està revestit amb requadres de ciment, que possiblement siguen de principis del segle xx. A continuació existeix una cornisa amb parells de mènsules que dona pas al cos de campanes (Sant Bartomeu és l'únic campanar de la ciutat, junt amb les torres del Temple que no té campanes) fet de rajoles. Aquest cos de campanes té una finestra per cada costat flanquejada per dues pilastres dòriques, i es remata amb una balustrada i pinacles, model aquest tipificat i molt difós a València a través dels campanars de l'església de Sant Joan del Mercat (1640) i del Convent del Carme (1647), els dos de pedra; seguits al seu torn per campanars posteriors fets de com el de l'església de Sant Andreu (ca. 1684) i el de l'església de Sant Esteve.
Els elements decoratius que existeixen al cos de campanes, així com els pedestals amb motius geomètrics, el terç inferior de les pilastres amb motiu vegetals i requadres, les mènsules carnoses del fris i els ornaments de la rocalla situats sobre la clau dels arcs, mostren el moment constructiu de l'últim terç del segle xvii, fortament barroquitzat.
Finalment, rematant el conjunt existí un cupulí, ja de les primeres dècades del segle xviii, compost per dos cossos de seccions quadrades amb pilastres toscanes i contraforts en diagonal a l'inferior, seguint el model difós pel nebot de Pérez Castiel, Josep Mínguez.